# Operação Acolhida

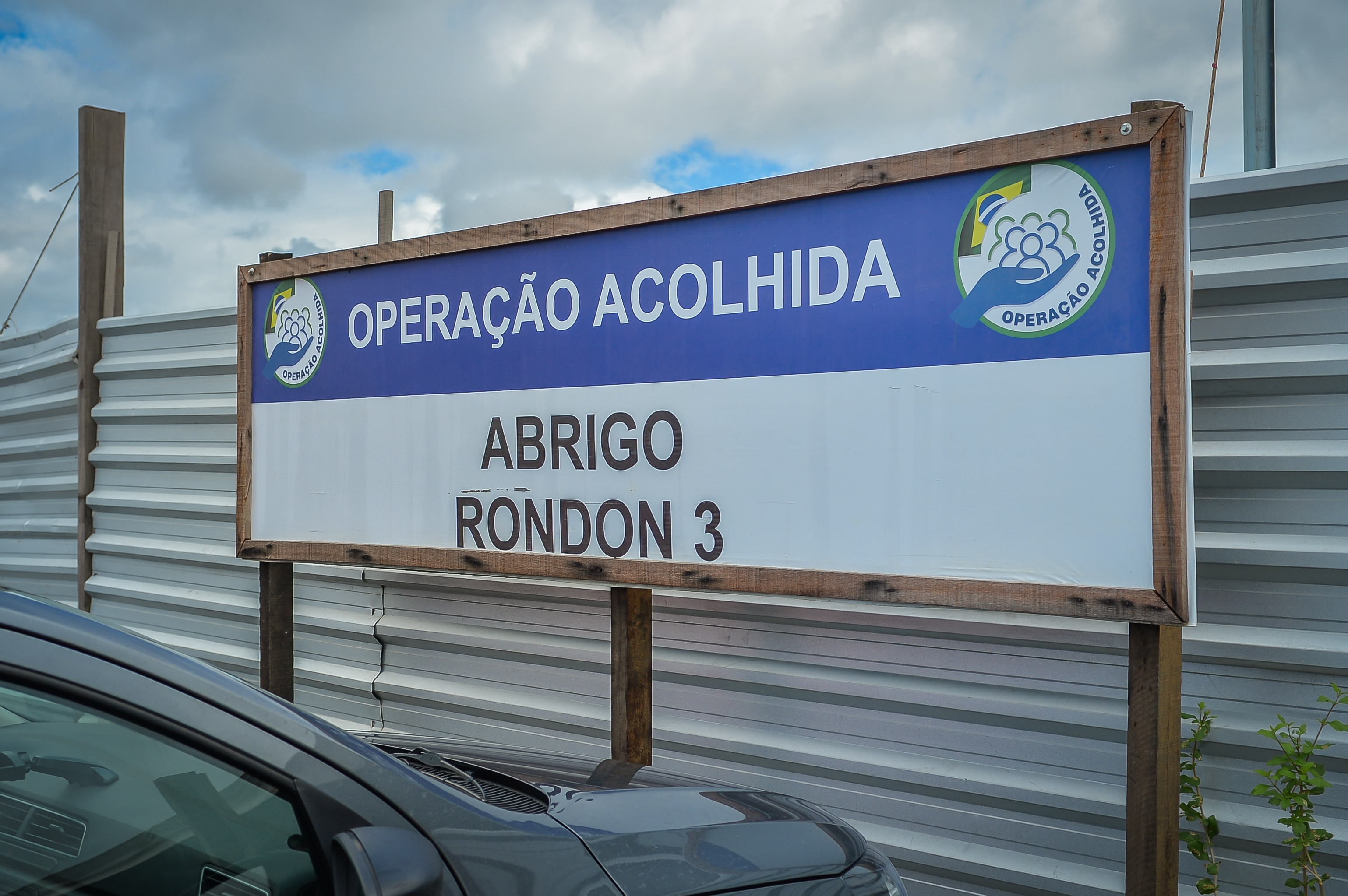
Placa do abrigo Rondon 3.

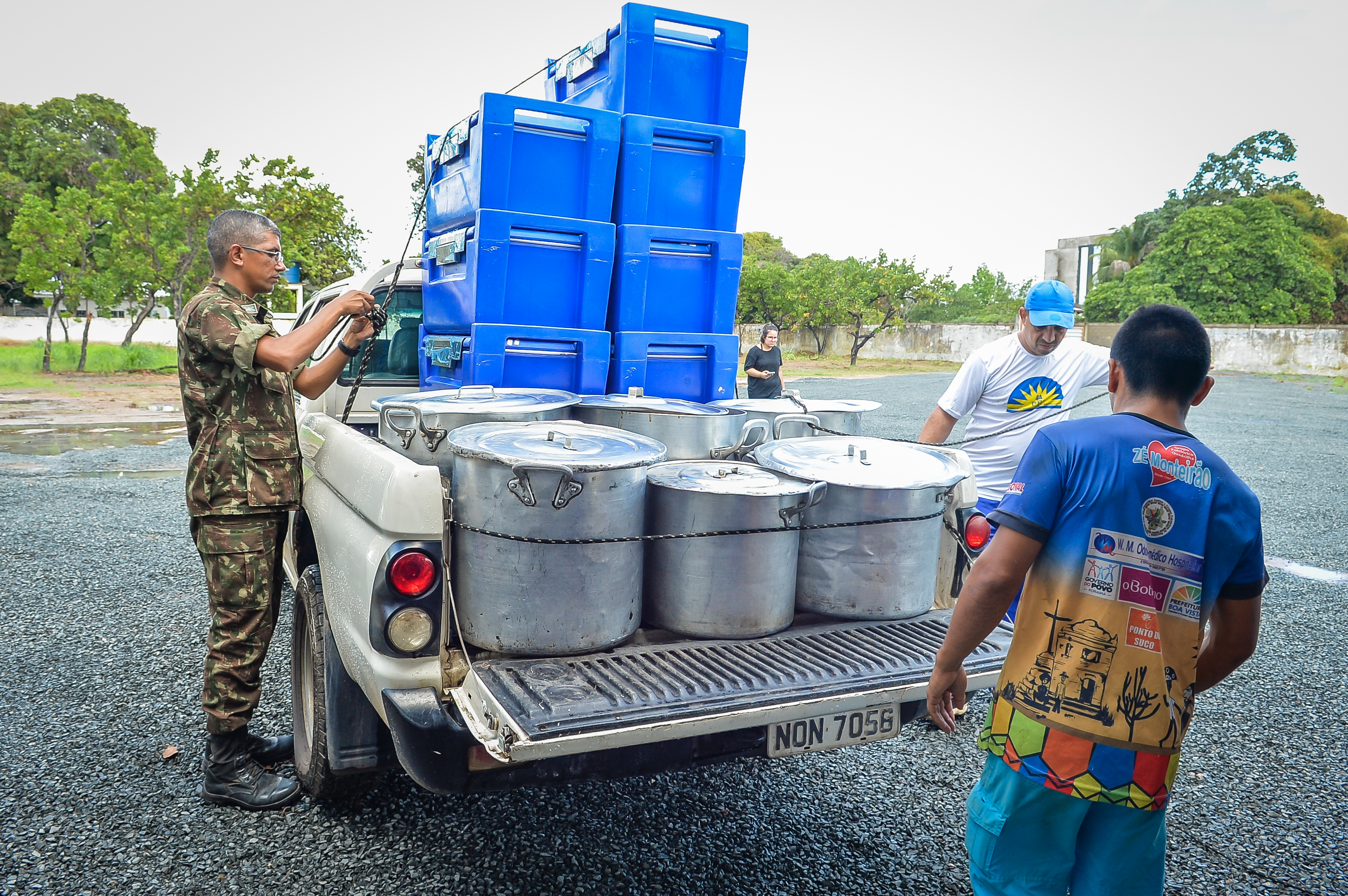
Descarregamento de insumos.

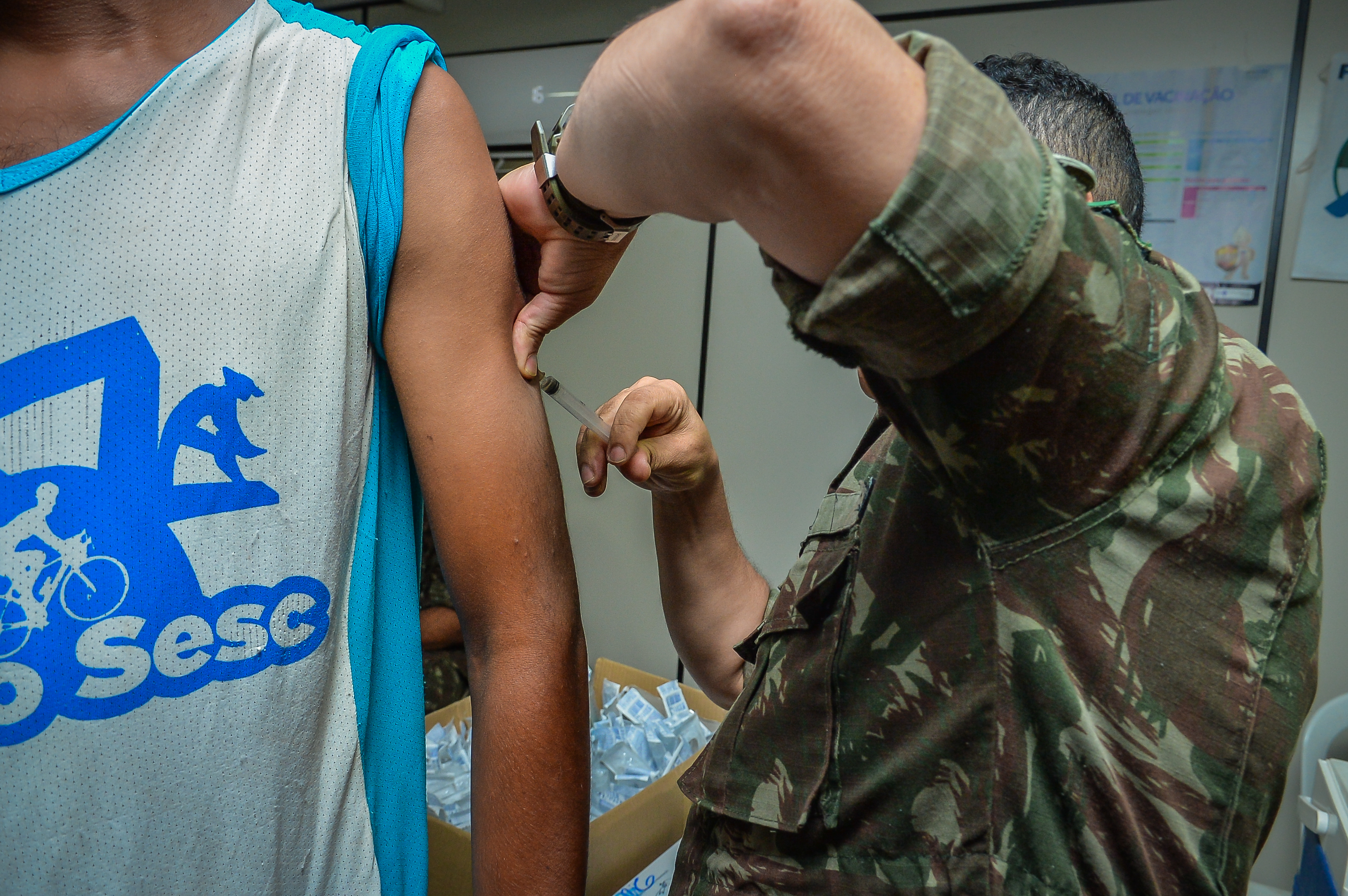
Vacinação dos refugiados venezuelanos.

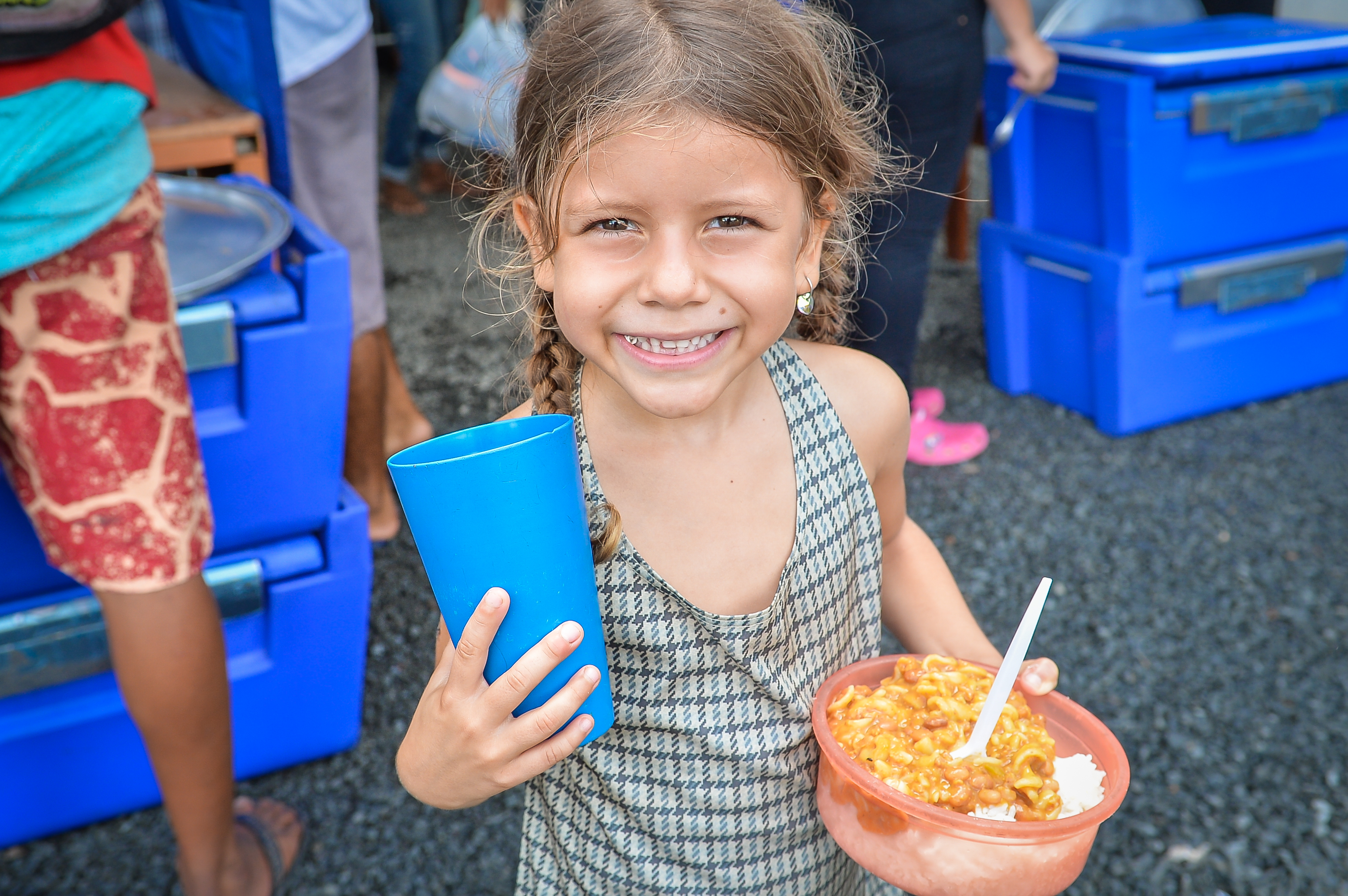
Menina venezuelana.

Operação Acolhida é uma operação brasileira deflagrada pelo Exército Brasileiro desde fevereiro de 2018 que visa proteger os venezuelanos que atravessam a fronteira, prestando auxílio humanitário aos imigrantes venezuelanos em situação de vulnerabilidade, refugiados da crise política, institucional e socioeconômica que acomete a República Bolivariana da Venezuela. Em 2024, o orçamento anual da Operação era de R$ 300 milhões.

## A operação

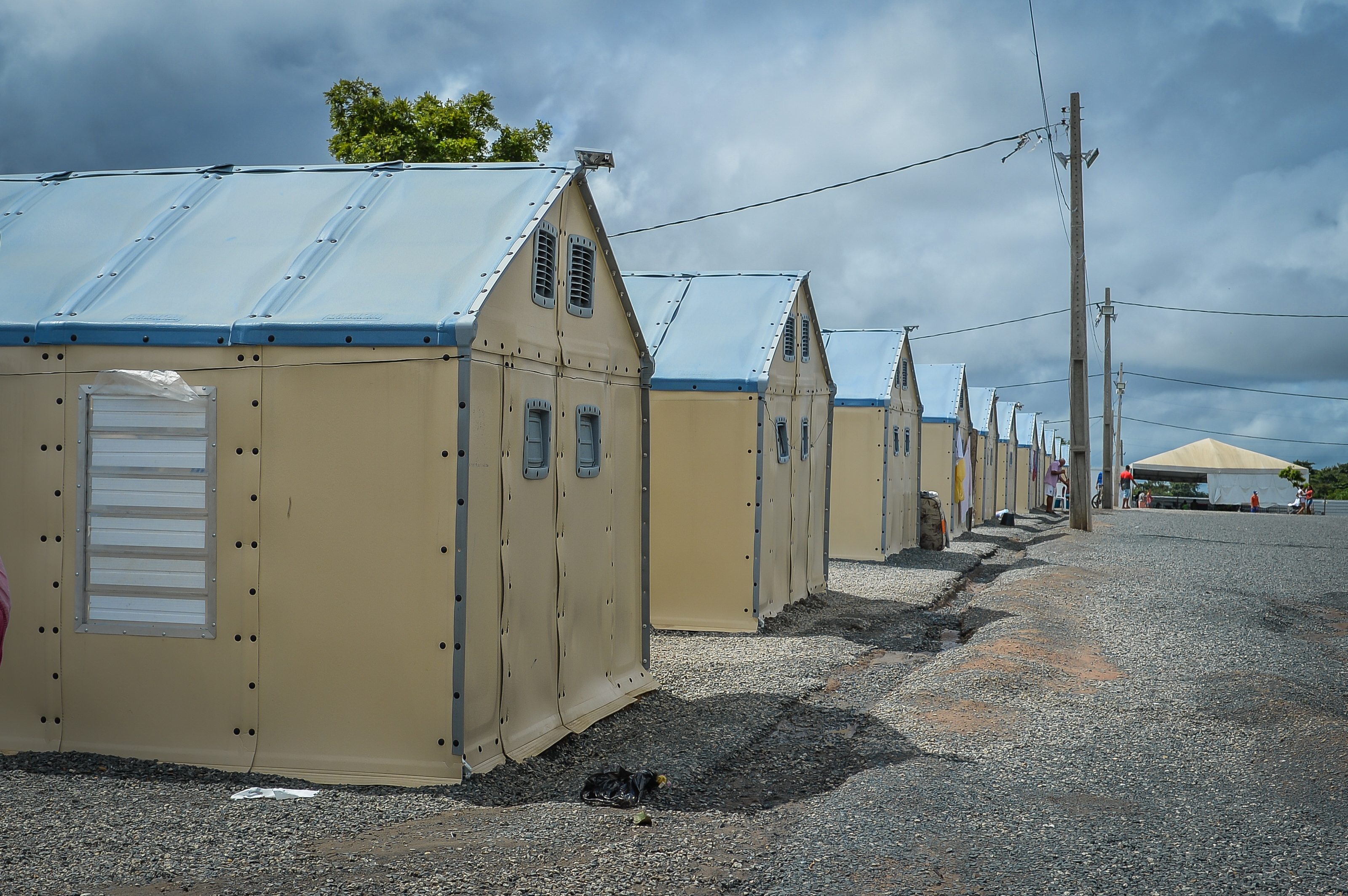
Abrigos temporários.

Criado durante a gestão Michel Temer (2016-2019), por meio de decreto publicado em 15 de fevereiro de 2018, a operação tem por objetivo organizar a chegada dos venezuelanos no Brasil e buscar inserção social e econômica deles no país, incluindo o apoio na busca por emprego e moradia, concentrando-se, principalmente, nos municípios de Boa Vista (RR) e Pacaraima (RR). Até janeiro de 2020, a operação era coordenada pelo general Eduardo Pazuello, que se afastou quando foi indicado secretário-executivo – o segundo cargo na hierarquia – do Ministério da Saúde, deixando a coordenação da operação para o general Antônio Manoel de Barros.
Essa operação atua em três eixos de atuação: o ordenamento da fronteira, o abrigamento dos imigrantes e a sua interiorização.

### Ordenamento da fronteira

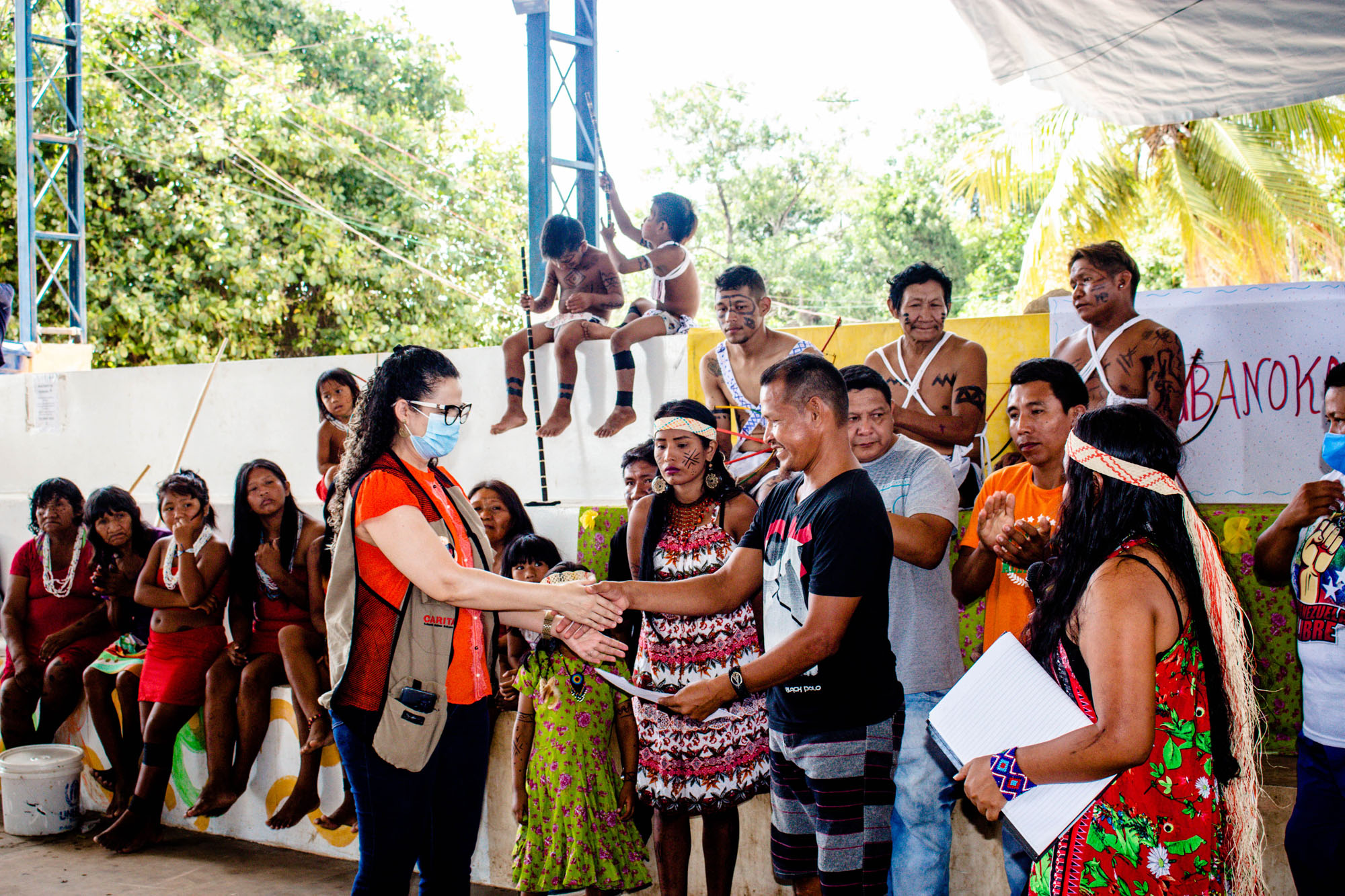
Reunião de indígenas venezuelanos.

O ordenamento de fronteira, segundo o Ministério da Defesa, envolve a “recepção, identificação, documentação, triagem e cuidados médicos básicos aos venezuelanos que chegam ao Brasil pela fronteira com Roraima”. Essa etapa inclui a vacinação de imigrantes.

### Abrigamento dos imigrantes
O abrigamento envolve a acomodação em abrigos e albergues na zona fronteiriça, com alimentação, educação, cuidados em saúde e proteção social.

### Interiorização

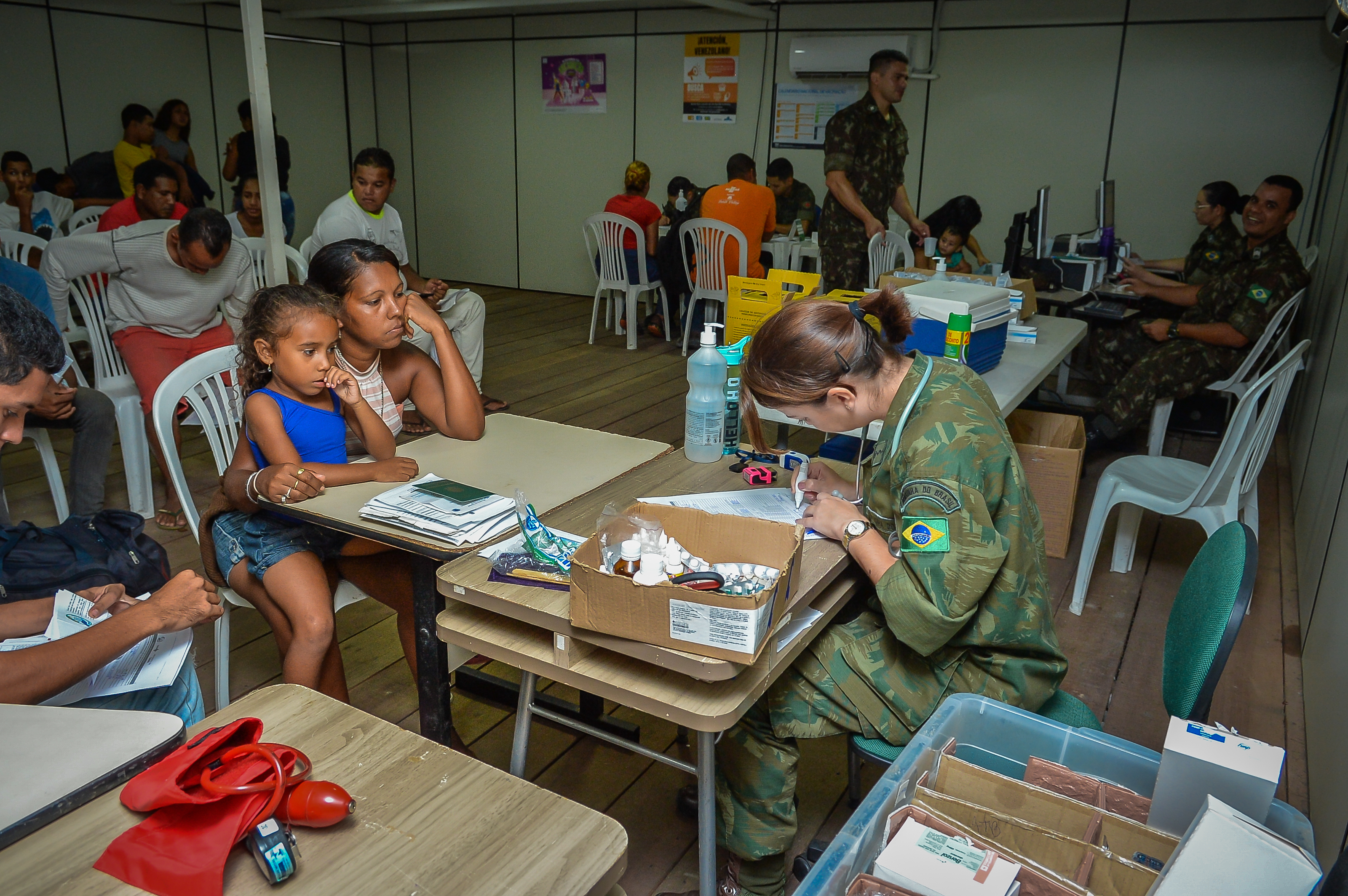
Formalização dos refugiados venezuelanos.

A interiorização consiste em transferir os venezuelanos refugiados para outros estados do Brasil e apoiar sua inserção social no país. Apenas os imigrantes regularizados no país, imunizados, avaliados clinicamente e com termo de voluntariedade assinado podem participar das ações de interiorização.
Desde o estabelecimento da operação, mais de 114.000 pessoas (as quais representam cerca de 1/4 dos venezuelanos que vieram para o Brasil desde 2018)  foram realocadas — essencialmente para Estados do Sul do país. Os realocados têm assumido postos-chave em vários setores econômicos, tais como frigoríficos (notadamente em fábricas da JBS e BRF), que os brasileiros não desejam ou não podem ocupar, seja pela localização remota das fábricas ou pelo trabalho físico extenuante. Até o segundo trimestre de 2023, Rio Grande do Sul, Santa Catarina e Paraná possuiam taxas de desemprego bem inferiores às da maioria dos outros estados brasileiros e também à media nacional, segundo dados do IBGE.

## Cifras
Em 2022, venezuelanos responderam por 67% dos 50.355 solicitações de refúgio no Brasil, sendo que 47% destas solicitações foram feitas em Roraima. Em 2023, o Brasil superou o Equador como terceiro maior destino de refugiados venezuelanos, atrás da Colômbia e do Peru. Em 2024, quase 550.000 refugiados venezuelanos viviam no Brasil.
O aumento expressivo deste grupo se deve em parte ao aumento de controles migratórios por outros países da região da América Latina, como Peru e Chile, ou à saturação no número de imigrantes da Venezuela, como na Colômbia.
De abril de 2018 a fevereiro de 2024, 128.241 haviam sido relocados para 1.026 municípios brasileiros (prinpcipalmente na região Sul do Brasil) por meio da Operação Acolhida.

## Controvérsias

### Imunização ao COVID-19
O general Antônio Manoel de Barros, comandante militar da operação Acolhida, ignorou os riscos de um surto da doença na tropa se disseminar desenfreadamente entre os 6.096 migrantes abrigados na região com a ideia de imunidade de grupo ou de rebanho. Com isso, até 15 de maio de 2020, 41 venezuelanos contraíram coronavírus, sendo que 26 se recuperaram e 1 morreu.